# Горни Домлян
Горни Домлян е село в Южна България. То се намира в община Карлово, област Пловдив.

## География
Горни Домлян е малко село, намиращо се на юг от гр. Карлово. Отстои на 10 км от общинския център, на 12 км от гр. Калофер, на 5 км от гр. Баня, на 15 км северно от гр. Хисар, и на 56 км от гр. Пловдив. Намира се в полите на Средна гора.

## Личности
Родени в Горни Домлян
- Ангел Дежков, български революционер от ВМОРО, четник на Иван Наумов Алябака[2]